# 星雲賞 (競馬のレース)
星雲賞（せいうんしょう）は、ホッカイドウ競馬で施行される地方競馬の重賞競走である。産経新聞社より優勝杯の提供を受けており、名称は2009年まで「サンケイスポーツ杯　星雲賞」、2010年以降は「週刊ギャロップ杯　星雲賞」となっている。

## 概要
2004年にサラブレッド系3歳以上の馬による別定重量の重賞競走として新設。ホッカイドウ競馬のグレードは2014年まではH2、2015年以降はH3であったが、2022年から再びH2に昇格した。
創設当初は旭川競馬場のダート1600mで施行された。旭川競馬場廃止後の2009年より門別競馬場に移転し、距離も2000mに延長されたが、同競馬場に内回りコースが新設された2015年より創設当初の1600mに戻っている。
2023年よりH3に降格し、出走条件も3歳限定に、かつ施行距離も1200mに変更された。また、負担重量も別定から定量（56kg、牝馬2kg減）に変更されている。
2024年より北海道スプリントカップが3歳限定戦に衣替えし、本競走が北海道スプリントカップへの前哨戦の位置づけとなる。なお、負担重量は57kg（牝馬2kg減）となった。

### 条件・賞金等（2024年）
出走条件
サラブレッド系3歳オープン・地方競馬全国交流競走
負担重量
定量（57kg、牝馬2kg減）
賞金
1着500万円、2着140万円、3着105万円、4着70万円、5着35万円。
副賞
スタリオンシリーズに指定されており、ノーブルミッションの次年度配合権利が優勝馬馬主への副賞となっている。

## 過去の副賞
スタリオンシリーズ競走に指定されており、以下の種牡馬の種付権が2020年までは優勝馬の生産牧場に副賞として贈られた。2021年以後は馬主への副賞となっている。
- ゴールドアリュール（2004年）
- スウェプトオーヴァーボード（2005年 - 2006年）
- タニノギムレット（2007年）
- キングヘイロー（2008年）
- マンハッタンカフェ（2009年）
- パイロ（2010年 - 2015年）
- アドマイヤムーン（2016年 - 2019年）
- アルアイン（2020年）
- ノーブルミッション（2021年 - ）

## 歴代優勝馬
Rはコースレコード。
| 回数   | 施行日        | 開催地 | 距離  | 頭数 | 優勝馬             | 性齢 | 所属   | タイム  | 優勝騎手   | 管理調教師 |
| ------ | ------------- | ------ | ----- | ---- | ------------------ | ---- | ------ | ------- | ---------- | ---------- |
| 第1回  | 2004年7月22日 | 旭川   | 1600m | 9頭  | ビックネイチャー   | 牡4  | 北海道 | 1:42.1  | 櫻井拓章   | 恵多谷豊   |
| 第2回  | 2005年7月21日 | 旭川   | 1600m | 11頭 | シルバーサーベル   | 牡9  | 北海道 | 1:44.5  | 岡島玉一   | 原孝明     |
| 第3回  | 2006年7月20日 | 旭川   | 1600m | 10頭 | ジンクライシス     | 牡5  | 北海道 | R1:38.5 | 山口竜一   | 堂山芳則   |
| 第4回  | 2007年7月5日  | 旭川   | 1600m | 9頭  | サクラハーン       | 牡8  | 北海道 | 1:42.9  | 小国博行   | 林和弘     |
| 第5回  | 2008年7月17日 | 旭川   | 1600m | 6頭  | カオリノーブル     | 騸9  | 北海道 | 1:41.4  | 小国博行   | 堂山芳則   |
| 第6回  | 2009年7月16日 | 門別   | 2000m | 12頭 | ゴッドセンド       | 牡7  | 北海道 | 2:06.2  | 五十嵐冬樹 | 桑原義光   |
| 第7回  | 2010年7月15日 | 門別   | 2000m | 12頭 | ラプレ             | 牡5  | 北海道 | 2:08.7  | 五十嵐冬樹 | 桑原義光   |
| 第8回  | 2011年6月2日  | 門別   | 2000m | 11頭 | クラキンコ         | 牝4  | 北海道 | 2:10.1  | 小国博行   | 堂山芳則   |
| 第9回  | 2012年5月31日 | 門別   | 2000m | 10頭 | クラキンコ         | 牝5  | 北海道 | 2:09.5  | 五十嵐冬樹 | 堂山芳則   |
| 第10回 | 2013年5月30日 | 門別   | 2000m | 13頭 | スーパーパワー     | 牡8  | 北海道 | 2:07.1  | 桑村真明   | 角川秀樹   |
| 第11回 | 2014年5月29日 | 門別   | 2000m | 11頭 | グッドグラッド     | 牡5  | 北海道 | 2:11.6  | 五十嵐冬樹 | 高橋司     |
| 第12回 | 2015年7月9日  | 門別   | 1600m | 12頭 | グランプリブラッド | 牡6  | 北海道 | 1:40.7  | 服部茂史   | 田中淳司   |
| 第13回 | 2016年7月7日  | 門別   | 1600m | 9頭  | オヤコダカ         | 牡4  | 北海道 | 1:40.8  | 石川倭     | 米川昇     |
| 第14回 | 2017年7月6日  | 門別   | 1600m | 7頭  | オヤコダカ         | 牡5  | 北海道 | 1:40.5  | 石川倭     | 米川昇     |
| 第15回 | 2018年7月19日 | 門別   | 1600m | 7頭  | スーパーステション | 牡4  | 北海道 | 1:39.9  | 阿部龍     | 角川秀樹   |
| 第16回 | 2019年7月17日 | 門別   | 1600m | 10頭 | スーパーステション | 牡5  | 北海道 | 1:39.8  | 阿部龍     | 角川秀樹   |
| 第17回 | 2020年7月15日 | 門別   | 1600m | 7頭  | クインズプルート   | 牡7  | 北海道 | 1:40.1  | 小野楓馬   | 安田武広   |
| 第18回 | 2021年7月13日 | 門別   | 1600m | 8頭  | クラキングス       | 牡7  | 北海道 | 1:41.0  | 宮崎光行   | 村上正和   |
| 第19回 | 2022年7月21日 | 門別   | 1600m | 9頭  | グリントビート     | 牡5  | 北海道 | 1:39.6  | 五十嵐冬樹 | 川島洋人   |
| 第20回 | 2023年8月15日 | 門別   | 1200m | 7頭  | サルトアンヘル     | 牝3  | 北海道 | 1:13.4  | 服部茂史   | 田中淳司   |
| 第21回 | 2024年7月11日 | 門別   | 1200m | 9頭  | トラジロウ         | 牡3  | 北海道 | 1:13.3  | 桑村真明   | 角川秀樹   |
| 第22回 | 2025年7月10日 | 門別   | 1200m | 6頭  | ミラクルヴォイス   | 牡3  | 北海道 | 1:12.1  | 松井伸也   | 佐久間雅貴 |